# Marten Liiv
Marten Liiv (* 23. Dezember 1996 in Jõgeva) ist ein estnischer Eisschnellläufer.

## Werdegang
Liiv startete im Dezember 2015 in Inzell erstmals im Eisschnelllauf-Weltcup und belegte dabei jeweils in der B-Gruppe zweimal den 20. Platz über 500 m und den 22. Rang über 1500 m. Im folgenden Jahr gewann er bei den Juniorenweltmeisterschaften in Changchun die Bronzemedaille über 1000 m. Bei der Mehrkampfeuropameisterschaft 2017 in Heerenveen kam er auf den 16. Platz im Sprint-Mehrkampf. In der Saison 2017/18 lief er bei den Europameisterschaften 2018 in Kolomna auf den 18. Platz über 500 m und auf den 16. Rang über 1000 m und beim Saisonhöhepunkt, den Olympischen Winterspielen 2018 in Pyeongchang, auf den 33. Platz über 1500 m und auf den 18. Rang über 1000 m. In der folgenden Saison belegte er nach Platz 13 im Sprint-Mehrkampf bei der Mehrkampfeuropameisterschaft 2019 bei den Einzelstreckenweltmeisterschaften 2019 in Inzell den 24. Platz über 1000 m und bei der Sprintweltmeisterschaft 2019 in Heerenveen den 20. Platz im Sprint-Mehrkampf. Bei den Europameisterschaften im folgenden Jahr in Heerenveen errang er den 14. Platz über 1000 m. In der Saison 2020/21 erreichte er mit Platz sechs über 1000 m seine erste Top-Zehn-Platzierung im Weltcup und zum Saisonende den zehnten Platz im Gesamtweltcup über 1000 m. Zudem wurde er bei den Europameisterschaften 2021 Neunter im Sprint-Mehrkampf und kam bei den Einzelstreckenweltmeisterschaften 2021 in Heerenveen auf den 15. Platz über 500 m und auf den fünften Rang über 1000 m.
Bei estnischen Meisterschaften siegte Liiv dreimal im Mehrkampf (2015–2017) und zweimal im 2 × 500-m-Lauf (2015, 2017).

## Teilnahmen an Welt- und Europameisterschaften und Olympischen Winterspielen

### Olympische Spiele
- 2018 Pyeongchang: 18. Platz 1000 m, 33. Platz 1500 m
- 2022 Peking: 7. Platz 1000 m, 24. Platz 500 m

### Einzelstrecken-Weltmeisterschaften
- 2019 Inzell: 24. Platz 1000 m
- 2021 Heerenveen: 5. Platz 1000 m, 15. Platz 500 m

### Sprint-Weltmeisterschaften
- 2019 Heerenveen: 20. Platz Mehrkampf

### Europameisterschaften
- 2017 Heerenveen: 16. Platz Sprint-Mehrkampf
- 2018 Kolomna: 16. Platz 1000 m, 18. Platz 500 m
- 2019 Klobenstein: 13. Platz Sprint-Mehrkampf
- 2020 Heerenveen: 14. Platz 1000 m
- 2021 Heerenveen: 9. Platz Sprint-Mehrkampf

## Persönliche Bestzeiten
- 500 m: 34,31 s (aufgestellt am 26. Januar 2025 in Calgary)
- 1000 m: 1:07,10 min (aufgestellt am 5. Dezember 2021 in Salt Lake City)
- 1500 m: 1:46,11 min (aufgestellt am 11. Dezember 2021 in Calgary)
- 3000 m: 3:55,51 min (aufgestellt am 8. Oktober 2016 in Inzell)
- 5000 m: 6:55,21 min (aufgestellt am 11. März 2016 in Changchun)